# Gota (enfermedad)

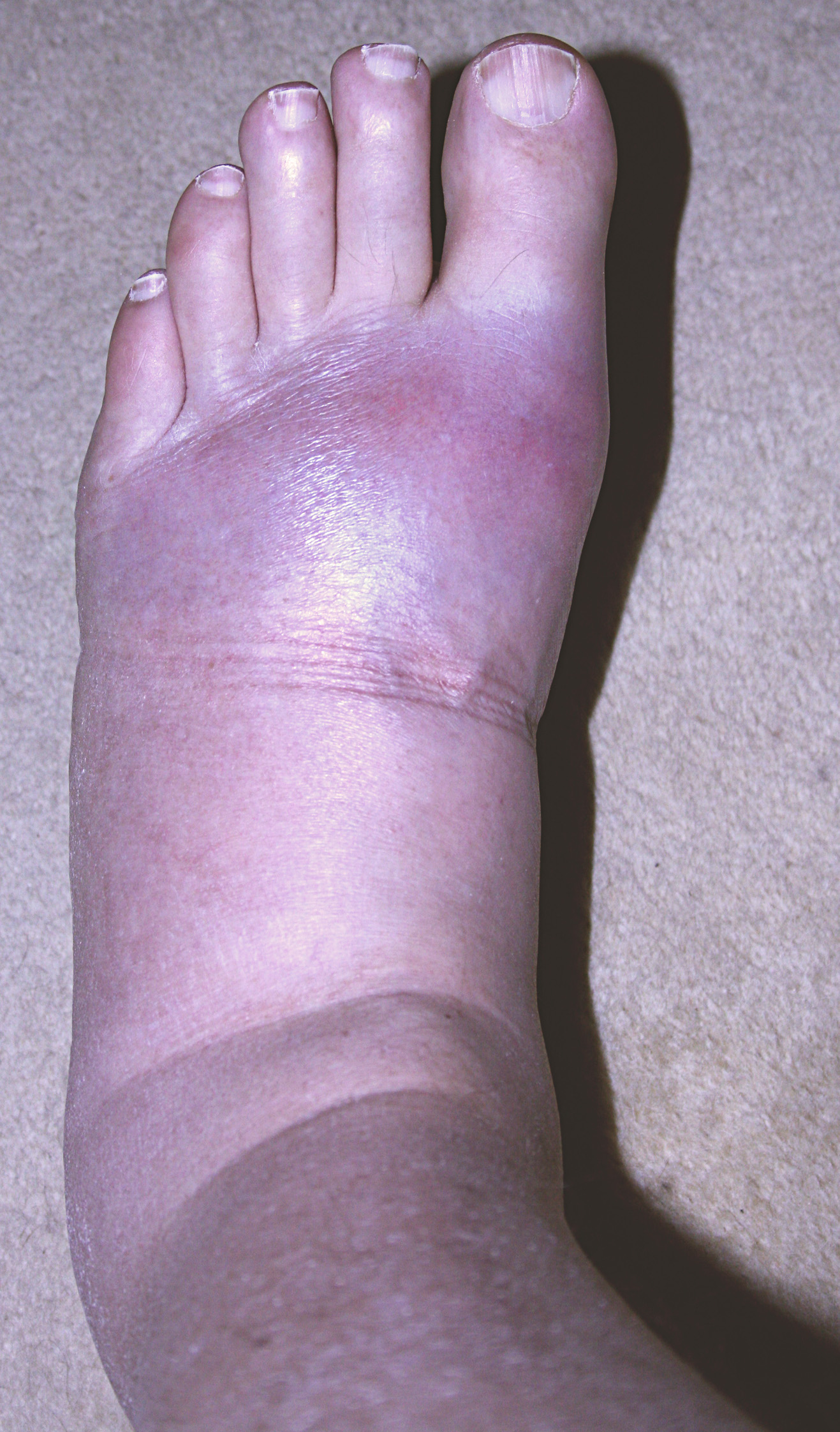
Gota (enfermedad)

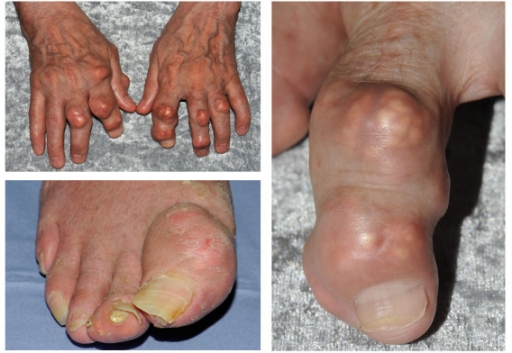
Gota (enfermedad)

La gota es una enfermedad producida por una acumulación de cristales de urato monosódico (sal derivada del ácido úrico) en distintas partes del cuerpo, sobre todo en las articulaciones, tejidos blandos y riñones. El ataque agudo de gota típico, denominado podagra, suele comenzar por la noche y consiste en una artritis que causa intenso dolor y enrojecimiento en la articulación metatarsofalángica del dedo gordo del pie. La gota es uno de los tipos de artritis por microcristales.
El factor fundamental que causa la gota es la hiperuricemia (elevación de los niveles de ácido úrico en sangre). Los dos motivos principales por los que los niveles de ácido úrico son demasiado altos en la sangre son el aumento de su producción por el organismo y la disminución de su eliminación por el riñón. Los estilos de vida poco saludables, la ingesta excesiva de alcohol o alimentos ricos en purinas, como las carnes rojas, vísceras, pescado azul o mariscos, así como la obesidad, diabetes tipo 2, u otras condiciones relacionadas con el síndrome metabólico pueden favorecer el desarrollo de la enfermedad. La ingesta excesiva de alcohol y de azúcar pueden ser desencadenantes de la crisis gotosa, aunque esta enfermedad está condicionada por factores de origen genético en la mayor parte de los casos.

## Historia

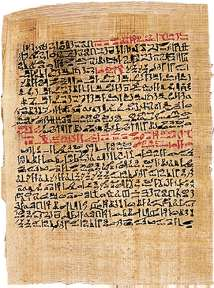
En el año 1500 a. C. ya se mencionaba la gota en el Papiro de Ebers.

La enfermedad es conocida desde la antigüedad, teniéndose constancia de diferentes personajes históricos que la presentaron, como Carlos V, Fernando VII o Benjamin Franklin. Se menciona en textos del Antiguo Egipto, como el Papiro de Ebers, donde se afirma que afecta al dedo gordo del pie y se menciona el empleo del colchicum para su curación.[cita requerida] De esta planta se extrae el medicamento usado para la gota conocido como colchicina.
El médico griego Hipócrates (Cos, c. 460 a. C.-Tesalia c. 370 a. C.) la citó en sus escritos y realizó algunas afirmaciones en sus aforismos que continúan siendo válidas en la actualidad, como la afección predominantemente en varones después de alcanzar la pubertad.
Galeno (Pérgamo, Grecia, 130-Roma, 200), describió los tofos gotosos y manifestó la importancia de la dieta en la aparición del mal. Mucho después en el siglo XVII, el médico inglés Thomas Sydenham (1624, Wynford Eagle (Condado de Dorset)-1689, Londres) realizó un detallado estudio de los síntomas de la enfermedad, que pormenorizó por escrito en sus obras con gran exactitud. En el siglo XVIII el ácido úrico fue aislado por el químico de origen sueco Carl Wilhelm Scheele, y poco después, en 1797, el químico y físico William Hyde Wollaston comprobó su presencia en los tofos de un paciente afectado, demostrando de esta forma que el ácido úrico era la sustancia causante de la afección.
En 1848, el médico Alfred Baring Garrod (1819-1907) ideó una prueba de uso práctico para comprobar los niveles de ácido úrico en la sangre de los enfermos, lo que supuso un avance muy importante para facilitar un exacto diagnóstico, diferenciando claramente el trastorno de otros tipos de artritis. Otra aportación muy importante fue la de Hermann Emil Fischer que en 1898 demostró que el ácido úrico proviene del catabolismo de las purinas de los ácidos nucleicos, recibiendo por sus investigaciones en este campo el Premio Nobel de química en el año 1902.

## Epidemiología
La gota afecta a entre el 1 % y 2 % de la población general en algún momento de su vida. Es más frecuente en varones, se calcula que la padecen entre cinco y ocho varones por cada mujer. Suele aparecer en las edades medias de la vida, generalmente después de los 30 años.
Existen diferencias según el origen étnico. Es más habitual en los pueblos de las islas del Pacífico, y en la población maorí de Nueva Zelanda, pero rara vez aparece en el aborigen australiano, a pesar de tener estos últimos una mayor concentración media de ácido úrico sérico. En los Estados Unidos, la gota es dos veces más frecuente en los individuos afroamericanos que en los caucásicos.

## Etiología
Aunque todos los casos de gota están originados por elevación de los niveles de ácido úrico, las causas de esta elevación pueden ser múltiples, se clasifican en dos grupos: gota primaria y gota secundaria.

### Gota primaria
Corresponde a la inmensa mayoría de los casos y no existe otra enfermedad que sea la causa del problema. Pueden establecerse dos situaciones:
- Por aumento de la producción de ácido úrico. El defecto exacto suele ser desconocido (idiopático) si bien se conocen algunos fallos enzimáticos que la ocasionan, como la hiperactividad de la enzima fosforribosil-pirofosfato sintetasa.
- Por disminución en la eliminación de ácido úrico por el riñón. Existe un defecto renal que ocasiona menor secreción de ácido úrico por los túbulos renales.[15]

### Gota secundaria
Recibe este nombre la gota originada por otra enfermedad o motivo, pueden distinguirse varias causas:
- Aumento de la producción de ácido úrico. Como ocurre en la policitemia, leucemia, mieloma múltiple, anemia hemolítica, psoriasis extensas y tumores malignos. Muchas de ellas son debidas a aumento de la actividad de la médula ósea e intenso recambio celular con catabolismo aumentado de moléculas de ADN. También en la enfermedad de Lesch-Nyhan (síndrome de gota juvenil coreoatetosis y retraso mental) por déficit de la enzima hipoxantina-guanina-fosforribosil-tranferasa (HPRT).[9]
- Disminución en la eliminación de ácido úrico por el riñón. Tiene lugar en la insuficiencia renal, riñón poliquístico, hipotiroidismo, diabetes insípida y deshidratación, entre otras.
- Originada por medicamentos. Como los diuréticos, etambutol, ácido nicotínico y algunos quimioterápicos empleados para el tratamiento del cáncer.

## Patogenia

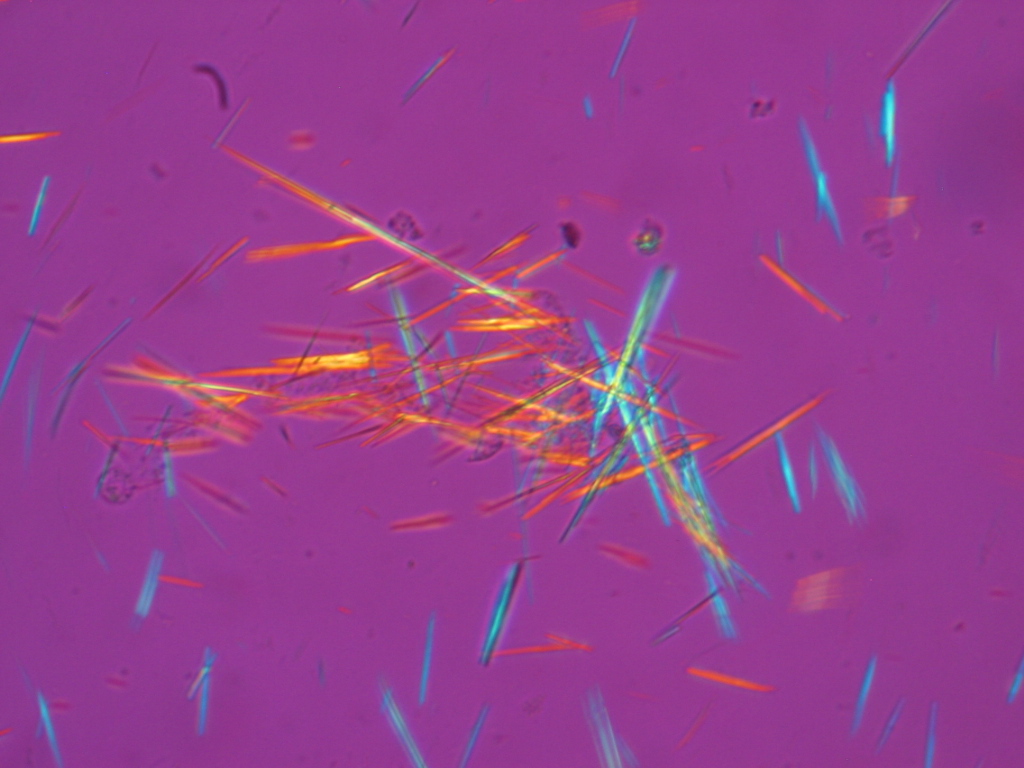
Cristales de ácido úrico del líquido sinovial de un enfermo de gota.

Estructura química del ácido úrico.

Estructura química de las purinas.

Las purinas forman parte de las moléculas de ADN y ARN y son generadas por el catabolismo de los ácidos nucleicos. Otra fuente es la ingesta de alimentos ricos en estas sustancias, como las vísceras y el marisco.
La metabolización de las purinas da lugar a hipoxantina y xantina la cual se transforma mediante la enzima xantina oxidasa en ácido úrico. El ácido úrico es una sustancia de desecho que se expulsa por los riñones a través de la orina en un 70 %, mientras que a través del intestino se elimina el 30 % restante.
Los altos niveles de ácido úrico en la sangre son favorecidos por el consumo de alimentos ricos en purinas y la ingesta de bebidas alcohólicas. Factores hereditarios pueden contribuir a la elevación del ácido úrico.
La gota se produce cuando en las articulaciones, tendones y tejidos circundantes se depositan cristales de urato monosódico. Es más probable que se formen cristales de ácido úrico cuando existe hiperuricemia, pero los niveles elevados de ácido úrico en sangre no implican necesariamente que se padezca de gota.
Es frecuente que las personas con gota sean obesas y tengan enfermedades asociadas a la obesidad, como diabetes e hipertensión, presentando por lo tanto riesgo elevado de presentar enfermedades del corazón. La gota es más común en las sociedades opulentas, debido a una dieta rica en proteínas, grasas y alcohol. Sin embargo cuando se produce como consecuencia de otras enfermedades, como la anemia hemolítica, es a menudo independientemente del estilo de vida de la persona.

## Cuadro clínico

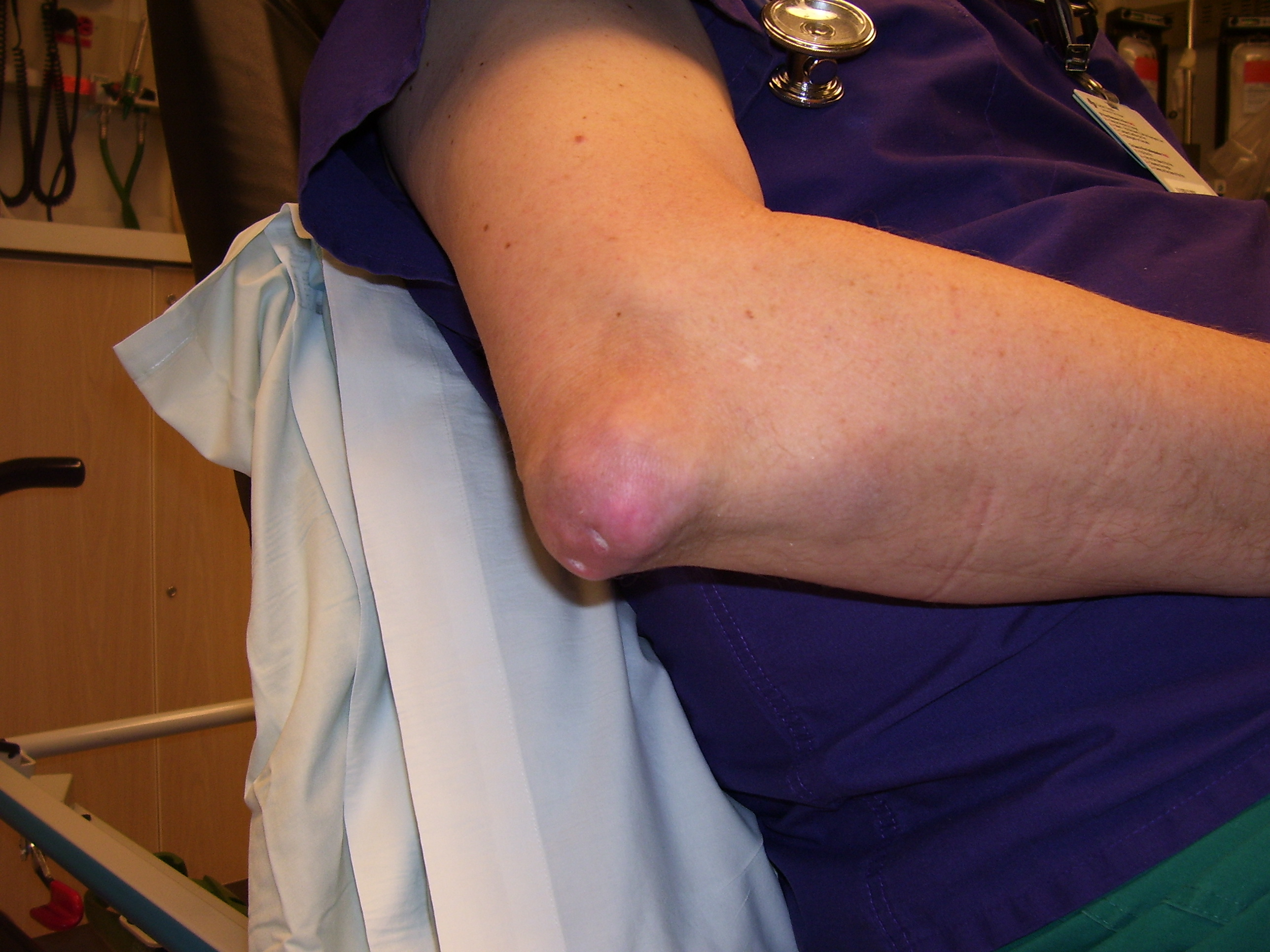
Tofo localizado en el codo de un paciente con gota

No debe confundirse gota con hiperuricemia. La hiperuricemia es la elevación del nivel de ácido úrico en sangre; la mayor parte de personas que presentan cifras de ácido úrico moderadamente elevadas no tiene episodios de gota; en cambio aparece en el 49 % de los individuos con niveles muy altos, superiores a los 9 mg por decilitro. En algunas ocasiones existen episodios de gota con niveles de ácido úrico en sangre normal.

La gota presenta tres fases:
- Ataque agudo de gota. Puede producirse en cualquier articulación, pero en más del 50 % de los casos afecta a la articulación metatarsofalángica del dedo gordo del pie, denominándose podagra. También es frecuente en el dorso del pie, rodillas, tobillos y hombros. Provoca inflamación de la articulación y es muy dolorosa. El dolor es de inicio brusco, alcanzando su máxima intensidad en el primer o segundo día, desapareciendo progresivamente en dos o tres días, aunque en los casos graves puede persistir parcialmente la sintomatología durante varias semanas. Generalmente el primer ataque afecta únicamente a una articulación, pero en ataques sucesivos suelen afectar a varias, la mayor parte de los pacientes sufren un segundo ataque en un plazo menor a dos años a partir del primero.[15]

- Gota intercrítica. Recibe este nombre el periodo que existe entre dos fases de gota aguda y durante el cual el paciente no tiene síntomas. Esta fase puede durar meses o años dependiendo de la evolución de la enfermedad y de que el individuo afectado realice el tratamiento adecuado.[15]

- Gota tofacea crónica. Después de una larga evolución de la enfermedad se forman los tofos gotáceos que consisten en nódulos indoloros situados debajo de la piel, a veces de gran tamaño, en los que lentamente se deposita el ácido úrico y aumentan de tamaño progresivamente si los niveles de ácido úrico en sangre permanecen elevados; por el contrario, tienden a desaparecer poco a poco cuando la enfermedad está bien controlada.[15] Observados al microscopio se caracterizan por una acumulación de cristales de urato rodeados de una intensa reacción inflamatoria, formada a su vez por macrófagos, células gigantes y linfocitos.[21]

### Enfermedad renal
Los pacientes con hiperuricemia y/o gota pueden presentar diversos tipos de enfermedad renal:
- litiasis úrica. Consiste en la formación de cálculos en las vías urinaria compuestos por ácido úrico, los cuales provocan intenso dolor y obstrucción del flujo urinario. De todos los cálculos renales únicamente entre el 5 % y el 10 % están compuestos por ácido úrico.[22]

- Nefropatía aguda por ácido úrico. Se produce generalmente en pacientes con cáncer que reciben tratamientos que provocan la muerte simultánea de numerosas células que componen el tumor, provocando la liberación de gran cantidad de purinas a la sangre. La sobresaturación de ácido úrico en la orina ocasiona la formación de múltiples cristales que obstruyen los túbulos renales y provocan una reacción inflamatoria que conduce a una insuficiencia renal aguda.[22]

- Nefropatía por urato. Se encuentra en discusión el papel de esta entidad, que tradicionalmente se había descrito como enfermedad renal provocada por el depósito de ácido úrico en el espacio intersticial del riñón. Por otra parte la insuficiencia renal por sí misma provoca elevación de ácido úrico y además la gota se asocia frecuentemente con hipertensión arterial y diabetes, trastornos que afectan a la función renal.[22]

## Diagnóstico
La gota puede ser diagnosticada únicamente por la existencia de los síntomas clásicos de podagra y la elevación de los niveles de ácido úrico en sangre. No obstante, debe hacerse un análisis del líquido sinovial cuando el diagnóstico es dudoso. Las radiografías, si bien son útiles para identificar la gota crónica, son de poca utilidad diagnóstica en los ataques agudos.

## Diagnóstico diferencial

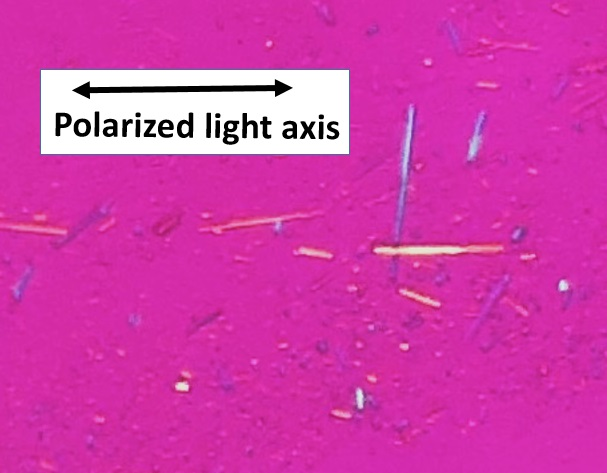
Microscopía de luz polarizada de gota, que muestra cristales en forma de aguja con birrefringencia negativa.

El diagnóstico diferencial más importante en la gota es con la artritis séptica. Esta posibilidad debería considerarse para personas con signos de infección o para las que no mejoran con tratamiento. Para facilitar el diagnóstico, se puede llevar a cabo un análisis del líquido sinovial y un cultivo para identificar los gérmenes responsables. Otros diagnósticos diferenciales incluyen la pseudogota y la artritis reumatoide. Los tofos gotosos cuando no se localizan en una articulación, pueden ser confundidos con un carcinoma basocelular, u otras neoplasias.

## Tratamiento
Los principales objetivos del tratamiento son: disminuir los niveles del ácido úrico en sangre, reducir el dolor y la inflamación, prevenir futuros ataques, frenar el daño articular y prevenir complicaciones.
- Fármacos antiinflamatorios no esteroideos (AINE). Son los medicamentos más empleados para el tratamiento de la crisis aguda de gota y su eficacia ha quedado demostrada en diferentes ensayos clínicos, pueden administrarse por vía oral y son también útiles para el alivio del dolor. No se aconseja sin embargo la utilización de aspirina.[3]

- Colchicina.[25] Es un medicamento muy utilizado para el tratamiento de la crisis aguda y es especialmente útil si se administra precozmente. Tiene sin embargo el inconveniente de una vida media muy corta y debe evitarse si existe diarrea, insuficiencia hepática o insuficiencia renal. También se emplea a bajas dosis, de entre 0,5 y 1 mg diarios, como medicamento preventivo.[3]

- Fármacos hipouricemiantes. Tienen la propiedad de reducir los niveles de ácido úrico en sangre, por lo que facilitan la desaturación y la disolución de los depósitos de esta sustancia que se forman en los tejidos. El medicamento más empleado de este grupo terapéutico es el alopurinol,[26] que actúa mediante la inhibición de la enzima xantina oxidasa y se administra en dosis comprendidas entre 100 y 300 mg diarios.[3] Una alternativa es el febuxostat que salió al mercado en el año 2009 y posee el mismo mecanismo de acción.[27][28]

- Uricosúricos. Son medicamentos que aumentan la expulsión de ácido úrico por la orina. El más empleado es el probenecid.[3]

- Glucocorticoides. Se ha demostrado que los glucocorticoides son tan efectivos como los AINE para el tratamiento de los episodios agudos[29] y se pueden usar si existen contraindicaciones para los AINE.[30] También provocan mejoría cuando se inyectan en la articulación; sin embargo, se debe excluir una artritis infecciosa ya que los esteroides empeoran esta enfermedad. No deben emplearse durante periodos prolongados.[30][2]

- Pegloticasa. La pegloticasa (Krystexxa) fue aprobada en los Estados Unidos en el 2010, para el tratamiento de la gota.[31] Es una opción terapéutica para el 3 % de las personas que son intolerantes a otros medicamentos.[31] Se administra por infusión intravenosa cada dos semanas,[31] y reduce los niveles de ácido úrico en sangre.[32]

## Profilaxis

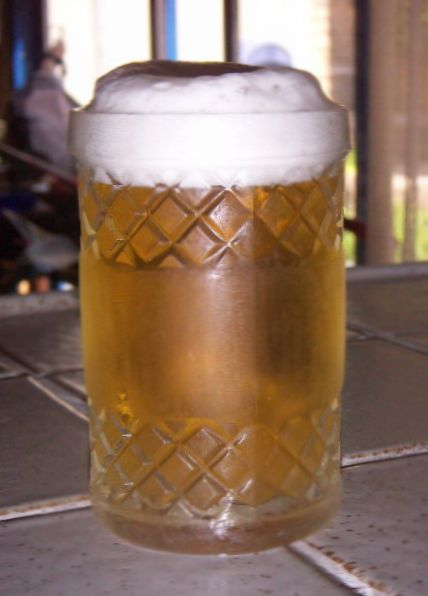
Los pacientes con gota deben restringir el consumo de cerveza y otras bebidas alcohólicas.

La concentración de ácido úrico en sangre es el principal factor de riesgo para la aparición de gota y está condicionado por su producción por el organismo y la eliminación por el riñón.
El umbral de ácido úrico para los ataques de gota es de aproximadamente 6,7 mg/dl. Por encima de este umbral se pueden formar cristales. Para evitar la gota, se aconseja mantener los niveles de ácido úrico en sangre por debajo de 6 mg/dl. El promedio de nivel de ácido úrico en los varones es de 5 mg/dl. Una dieta baja en purinas reduce los niveles séricos de ácido úrico, a menos que estos niveles sean causados por otras condiciones de salud. Por otra parte una dieta baja en calorías en los hombres obesos disminuye por término medio 100 µmol/l (1,7 mg/dl) los niveles de ácido úrico en sangre.
Las principales fuentes de purinas son el ADN y el ARN, a través de sus bases adenina y guanina. Algunos alimentos como las carnes rojas, mariscos y pescado azul son ricos en purinas. Las personas que padecen gota deben restringir su consumo.
- Alimentos que deben restringirse:
  - Carnes, principalmente carnes rojas y carnes de caza como jabalí, venado y liebre.[34][36]
  - Pescados, principalmente sardinas, anchoas, atún, caviar y huevas de pescado.[34][36]
  - Vísceras, incluyendo mollejas, riñones, hígado y cerebro.[34][36]
  - Mariscos, gambas, cangrejos, cigalas, mejillones, etc.[34][36]
  - Alcohol. El alcohol es un factor determinante en el incremento de ácido úrico a nivel plasmático y en los tejidos periféricos ya que favorece la producción de urato monosódico e induce a una deficiente excreción de ácido úrico. Esto se aplica especialmente a la cerveza.[37][36]

## La gota en el mundo animal

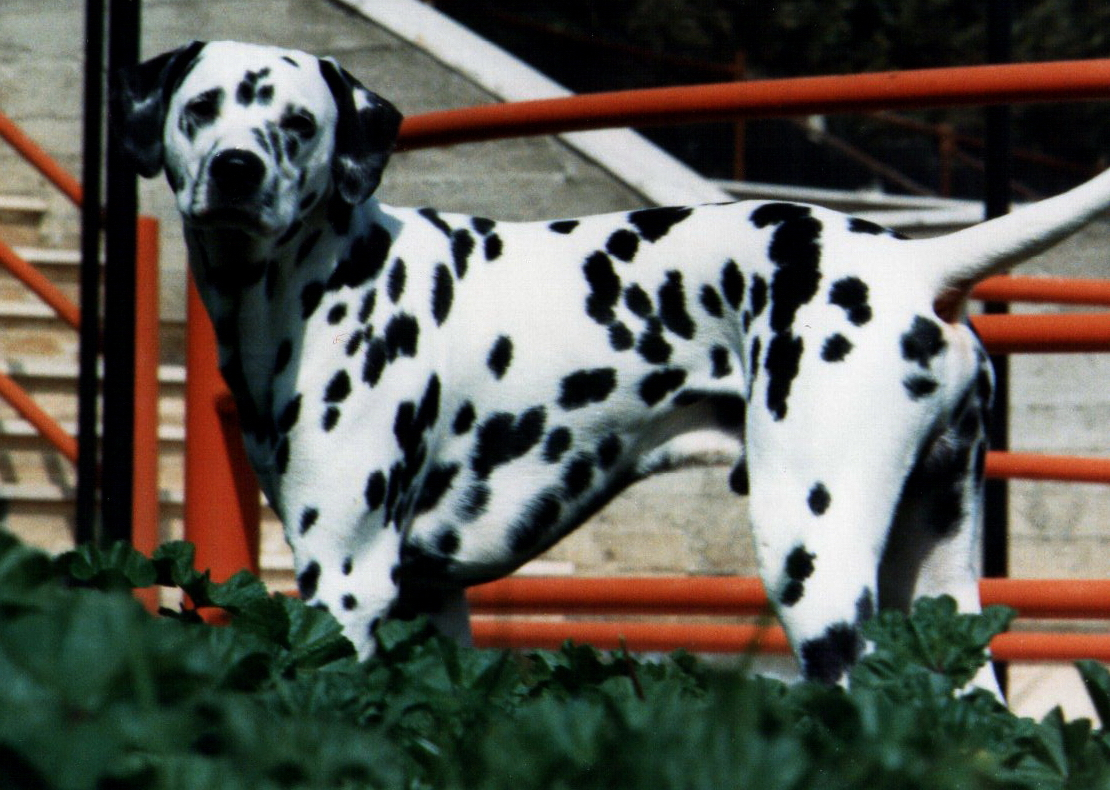
Los perros de raza dálmata padecen frecuentemente problemas de salud por niveles elevados de ácido úrico en la sangre.

La mayor parte de las especies de mamíferos no padecen nunca de gota, pues tienen unos niveles muy bajos de ácido úrico en sangre, debido a que poseen una enzima denominada uricasa o urato oxidasa que transforma el ácido úrico en alantoína, la cual se expulsa por la orina. Sin embargo tanto los humanos como el resto de primates carecen de esta enzima, por estar inactivado el gen que la produce, probablemente como consecuencia de una mutación que se cree tuvo lugar en el mioceno, hace entre 8 y 20 millones de años. Se ha propuesto que esta mutación, aparte de sus inconvenientes, puede tener algunos efectos favorables que han favorecido su selección en el proceso evolutivo de los primates.
Una excepción entre los mamíferos la constituyen algunos perros, sobre todo los de raza dálmata y bulldog inglés, que son muy propensos a presentar cálculos urinarios de ácido úrico por un defecto bioquímico que impide la acción de la uricasa.

Las aves y los reptiles terrestres carecen de uricasa, por lo que son susceptibles de padecer gota, en el caso de las aves la enfermedad puede adoptar dos formas, la visceral y la articular. En la forma visceral se producen depósitos de ácido úrico en órganos internos, como el pericardio, pleura y peritoneo. En la forma articular se afectan diferentes articulaciones y sus proximidades, principalmente las metatarsofalángicas e interfalángicas, también aparecen tofos cerca de la piel de los que puede extraerse una muestra para su análisis. Los reptiles terrestres incluyendo iguanas, ofidios y tortugas terrestres sufren también la afección, siendo característica la aparición de tofos en áreas próximas a la boca, la enfermedad se ve favorecida en los animales en cautividad por una alimentación inadecuada rica en derivados cárnicos a especies que en su medio natural son vegetarianas. En las tortugas la afectación articular puede ser grave ocasionando dificultad importante para la marcha.